# Rhipicephalus
Rhipicephalus ist eine Gattung der Schildzecken mit etwa 75 Arten, von denen einige als Krankheitsüberträger eine wichtige Rolle spielen. Die meisten Arten kommen in Afrika vor. Die Braune Hundezecke ist weltweit verbreitet und tritt, wie Rhipicephalus bursa, auch in den südlichen Teilen Europas auf. In die Gattung Rhipicephalus wurden auch die Vertreter der ehemaligen Gattung Boophilus integriert.

## Merkmale
Adulte Vertreter der Gattung sind 3 bis 5 mm groß und rötlich oder dunkelbraun gefärbt. Die Basis des Capitulums (die verschmolzenen Hüften der vier Pedipalpen) ist sechseckig mit spitzen seitlichen Fortsätzen, was auch namensgebend war (Rhipicephalus bedeutet etwa „Fächerkopf“, von altgriech. rhiphis ‚fächerartig‘ und kephalos ‚Kopf‘). Die Mundwerkzeuge sind kurz, die Palpen sind kürzer als die Capitulumbasis breit ist. Augen und girlandenartige Hinterrandläppchen (Festons) sind vorhanden. Die Analfurche liegt hinter dem Anus. Die Hüfte des ersten Beinpaars besitzt einen langen äußeren Sporn. Männliche Adulti haben an der Unterseite hervorstehende Adanalschilde und sich daran seitlich anschließende akzessorische Schilde.

## Arten
- Rhipicephalus annulatus Say, 1821
- Rhipicephalus appendiculatus Neumann 1901
- Rhipicephalus aquatilis Walker, Keirans & Pegram, 1993
- Rhipicephalus armatus Pocock, 1900
- Rhipicephalus arnoldi Theiler & Zumpt, 1949
- Rhipicephalus bequaerti Zumpt, 1949
- Rhipicephalus bergeoni Morel & Balis, 1976
- Rhipicephalus boueti Morel, 1957
- Rhipicephalus bursa Canestrini & Fanzago, 1878
- Rhipicephalus camicasi Morel, Mouchet & Rodhain, 1976
- Rhipicephalus capensis Koch, 1844
- Rhipicephalus carnivoralis Walker, 1966
- Rhipicephalus complanatus Neumann, 1911
- Rhipicephalus compositus Neumann, 1897
- Rhipicephalus congolensis Apanaskevich, Horak & Mulumba-Mfumu, 2013[3]
- Rhipicephalus cuspidatus Neumann, 1906
- Rhipicephalus decoloratus Koch, 1844
- Rhipicephalus deltoideus Neumann, 1910
- Rhipicephalus distinctus Bedford 1932
- Rhipicephalus duttoni Neumann, 1907
- Rhipicephalus dux Dönitz, 1910
- Rhipicephalus evertsi Neumann, 1897
- Rhipicephalus exophthalmos Keirans & Walker 1993
- Rhipicephalus follis Dönitz, 1910
- Rhipicephalus fulvus Neumann, 1913
- Rhipicephalus geigyi Aeschlimann & Morel, 1965
- Rhipicephalus gertrudae Feldman-Muhsam, 1960
- Rhipicephalus glabroscutatum Du Toit, 1941
- Rhipicephalus guilhoni Morel & Vassiliades, 1963
- Rhipicephalus haemaphysaloides Supino, 1897
- Rhipicephalus hoogstraali Kolonin, 2009
- Rhipicephalus humeralis Rondelli, 1926
- Rhipicephalus hurti Wilson, 1954
- Rhipicephalus interventus Walker, Pegram & Keirans, 1995
- Rhipicephalus jeanneli Neumann 1913
- Rhipicephalus kochi Dönitz, 1905
- Rhipicephalus kohlsi Hoogstraal & Kaiser, 1960
- Rhipicephalus leporis Pomerantsev, 1946
- Rhipicephalus longiceps Warburton 1912
- Rhipicephalus longicoxatus Neumann, 1905
- Rhipicephalus longus Neumann, 1907
- Rhipicephalus lounsburyi Walker, 1990
- Rhipicephalus lunulatus Neumann 1907
- Rhipicephalus maculatus Neumann, 1901
- Rhipicephalus masseyi Nuttall & Warburton 1908
- Rhipicephalus microplus Canestrini, 1888
- Rhipicephalus moucheti Morel, 1965
- Rhipicephalus muehlensi Zumpt, 1943
- Rhipicephalus muhsamae Morel & Vassiliades, 1965
- Rhipicephalus neumanni Walker, 1990
- Rhipicephalus nitens Neumann, 1904
- Rhipicephalus oculatus Neumann 1901
- Rhipicephalus oreotragi Walker & Horak, 2000
- Rhipicephalus pilans Schulze, 1935
- Rhipicephalus planus Neumann, 1907
- Rhipicephalus praetextatus Gerstäcker, 1873
- Rhipicephalus pravus Dönitz, 1910
- Rhipicephalus pseudolongus Santos Dias, 1953
- Rhipicephalus pulchellus Gerstäcker, 1873
- Rhipicephalus pumilio Schulze, 1935
- Rhipicephalus punctatus Warburton 1912
- Rhipicephalus pusillus Gil Collado, 1936
- Rhipicephalus ramachandrai Dhanda, 1966
- Rhipicephalus rossicus Yakimov & Kol-Yakimova, 1911
- Rhipicephalus sanguineus Latreille, 1806 – Braune Hundezecke
- Rhipicephalus scalpturatus Santos Dias, 1959
- Rhipicephalus schulzei Olenev 1929
- Rhipicephalus sculptus Warburton 1912
- Rhipicephalus senegalensis Koch, 1844
- Rhipicephalus serranoi Santos Dias 1950
- Rhipicephalus simpsoni Nuttall 1910
- Rhipicephalus simus Koch, 1844
- Rhipicephalus sulcatus Neumann, 1908
- Rhipicephalus supertritus Neumann, 1907
- Rhipicephalus theileri Bedford & Hewitt, 1925
- Rhipicephalus tricuspis Dönitz, 1906
- Rhipicephalus turanicus Pomerantsev 1936
- Rhipicephalus warburtoni Walker & Horak, 2000
- Rhipicephalus zambeziensis Walker, Norval & Corwin, 1981
- Rhipicephalus zumpti Santos Dias, 1950